# Карасукский район
Карасу́кский райо́н — административный район в Новосибирской области России, в границах которого образован Карасукский муниципальный округ.
Административный центр — город Карасук.

## География
Район расположен на юго-западе Новосибирской области в Кулундинской степи. Граничит с Баганским, Здвинским и Краснозёрским районами на северо-западе, севере и востоке соответственно, а также Алтайским краем на юге и Казахстаном на западе. Территория района по данным на 2008 год — 432,1 тыс. га, в том числе сельхозугодья — 369,3 тыс. га (85,4 % всей площади).
Главная водная артерия района — бессточная река Карасук.

## История
В 1925 году, при создании Сибирского края, на территории нынешнего Карасукского района был образован Чёрно-Курьинский район с центром в селе Чёрно-Курья, который вошёл в состав Славгородского округа Сибирского края; Карасукским районом тогда назывался нынешний Краснозёрский район. Постановлением ВЦИК от 20 ноября 1929 года райцентр был перенесён из села Чёрно-Курья в посёлок при станции Карасук. В 1930 году Сибирский край был разделён на западную и восточную части, и Чёрно-Курьинский район оказался в составе Западно-Сибирского края. Постановлением ВЦИК от 7 июня 1933 года район был переименован в Карасукский. В 1937 году район был включён в свежеобразованный Алтайский край, а 13 августа 1944 года — в Новосибирскую область. 15 января 1944 года 2 сельсовета Карасукского района были переданы в новый Бурлинский район, а 4 сельсовета — в новый Весёловский район.

## Достопримечательности
Карасукский район богат как на природные, так и на рукотворные достопримечательности.

### Природные достопримечательности
- Государственный биологический заказник регионального значения «Южный» (профиль — биологический, площадь 31 300 Га);
- Перспективный государственный природный заказник "Болото Кротово" (ООПТ регионального значения, площадь 380 Га);
- Памятник природы «Троицкая степь» (профиль — ботанический, площадь 84 Га);
- Перспективный Памятник природы Озерно-болотный комплекс в низовьях р. Чуман (ООПТ регионального значения, площадь 800 Га);
- Перспективный Памятник природы Зональная разнотравно-ковыльно-тепчаковая степь (ООПТ регионального значения, площадь 60 Га);
- Перспективный Памятник природы «Сухое займище» (ООПТ регионального значения, площадь 600 Га);
- Карасукский научный стационар Института систематики и экологии животных СО РАН (находится на берегу озера Кротовая ляга с 1962 г.). Был организован известным советским ученым, экологом, эволюционистом профессором Фолитарек Сергеем Семеновичем для изучения природы лесостепной зоны;
- Карасукско-Бурлайская система озёр. Группа озёр в устье р. Карасук (Кротова Ляга, Титова, Астродым, Черное, Кусган и др.). Бурлайская группа озёр (оз. Хорошее и мелкие озёра) расположена в 2 км к югу от пос. Хорошее. Водно-болотные угодья, внесённые в перспективный список Рамсарской конвенции.

#### Крупные промысловые озёра
- Хорошее, Кривое (Благодатное), Чебачье, Красное.

#### Охотничьи угодья
- ЗАО «Промысловое хозяйство «Южноозёрное» (площадь 266 700 Га);
- Охотхозяйство «Калиновское» (Новосибирское ОООиР) (площадь 88 500 га);
- Охотхозяйство «Кукаринское» (площадь 52 700 га).

Наиболее ценные охотничьи хозяйства находятся вблизи крупных озёр.

### Санатории и профилактории
- Санаторий-профилакторий на станции Карасук под патронажем ОАО«Российские железные дороги»;
- Муниципальный загородный детский оздоровительный лагерь «Лесная Поляна» на берегу о.Кривое (Благодатное).

### Объекты культурно-исторического наследия
- Карасукский краеведческий музей;
- Кафедральный Собор во имя святого апостола Андрея Первозванного. Возведение храма было завершено в октябре 2006 года. Большую помощь в строительстве оказали Фонд святого апостола Андрея Первозванного, Управление Западно-Сибирской железной дороги, администрация Карасукского район и жители района. 26 октября 2006 года архиепископ Новосибирский и Бердский Тихон совершил Чин освящения новосооруженного храма. С 2011 года является кафедральным собором Карасукской и Ордынской епархии;
- Башня водонапорная, памятник архитектуры 1915-1916гг.;
- Мемориал Воинской славы;
- Мемориал Трудовой Славы;
- Мемориал воинам-интернационалистам;
- Памятник героям Гражданской войны. В 1918 году в конце современной улицы Щорса, на болоте, были расстреляны 6 человек – борцы за Советскую власть. В 1922 году жителями ст. Карасук  на месте расстрела поставлен деревянный памятник. После наводнения 1966 г. памятник пострадал. В 1971 году был создан монумент в честь памяти погибших героев Гражданской войны. Автор проекта: скульптор Назаров Анатолий Иванович;
- Памятник В.И. Ленину. Посвящен революционному деятелю, создателю первого в мировой истории социалистического государства;
- Городской драматический театр «На окраине»;
- Киноконцертный 3D зал «Космос»;
- Паровоз-памятник  Л 3609. Памятник был установлен в 2005 году в честь Героя Социалистического Труда Александра Дорофеевича Парфенова и его помощника Валентины Буртенко. В 1959 году Парфенов провел 28 сдвоенных поездов и перевез сверх нормы 12145 тонны народнохозяйственных грузов,  сэкономил 115 тонн угля. На постаменте паровоз серии Л3609, на котором работал А. Д. Парфенов. Данный тип грузовых паровозов был разработан в конце Второй мировой войны;
- "Дом жандарма";
- "Дом колхозника". Здание собрано в 1932 году из бревен домов сёл Чернокурьи, Михайловки и дома благодатского священника. Сейчас в этом здании располагается Карасукское ТВ;
- Здание постоялого двора. Сегодня в нем расположен районный военный комиссариат;
- Музей ретро-техники Детско-юношеского центра.

## Население
| 2002    | 2009    | 2010    | 2011    | 2012    | 2013    | 2014    |
| ------- | ------- | ------- | ------- | ------- | ------- | ------- |
| 48 548  | ↘46 837 | ↘46 635 | ↘46 223 | ↘45 761 | ↘45 532 | ↘45 130 |
| 2015    | 2016    | 2017    | 2018    | 2019    | 2020    | 2021    |
| ↘44 433 | ↘43 921 | ↘43 642 | ↘43 230 | ↘42 882 | ↘42 867 | ↘38 981 |

### Урбанизация
В городских условиях (город Карасук) проживают 63,85 % населения района.

### Национальный состав
По данным переписи населения 1939 года: русские — 45,8 % или 19 613 чел., украинцы — 43,2 % или 18 511 чел., казахи — 8,5 % или 3644 чел.

## Муниципально-территориальное устройство
До упразднения в 2024 году в муниципальный район входило 12 муниципальных образований, в том числе 1 городское поселение и 11 сельских поселений.
| №        | Муниципальное образование | Административный центр | Количество населённых пунктов | Население (чел.) | Площадь (км²) |
| -------- | ------------------------- | ---------------------- | ----------------------------- | ---------------- | ------------- |
| 1e-06    | Городские поселения:      |                        |                               |                  |               |
| 1        | Город Карасук             | город Карасук          | 2                             | ↘24 922          | 32,71         |
| 1.000002 | Сельские поселения:       |                        |                               |                  |               |
| 2        | Беленский сельсовет       | село Белое             | 1                             | ↘713             | 156,53        |
| 3        | Благодатский сельсовет    | село Благодатное       | 11                            | ↗1924            | 390,90        |
| 4        | Знаменский сельсовет      | посёлок Поповка        | 4                             | ↘866             | 290,69        |
| 5        | Ирбизинский сельсовет     | село Ирбизино          | 5                             | ↘1536            | 536,31        |
| 6        | Калиновский сельсовет     | село Калиновка         | 5                             | ↘1048            | 371,15        |
| 7        | Михайловский сельсовет    | село Михайловка        | 6                             | ↘1564            | 321,54        |
| 8        | Октябрьский сельсовет     | село Октябрьское       | 6                             | ↘1944            | 535,84        |
| 9        | Студёновский сельсовет    | село Студёное          | 6                             | ↘1314            | 512,33        |
| 10       | Троицкий сельсовет        | село Троицкое          | 5                             | ↗2040            | 329,86        |
| 11       | Хорошинский сельсовет     | село Хорошее           | 2                             | ↘1128            | 394,08        |
| 12       | Чернокурьинский сельсовет | село Чернокурья        | 5                             | ↘1648            | 449,19        |

## Населённые пункты
В Карасукском районе 58 населённых пунктов.
| №  | Населённый пункт | Тип                     | Население | Муниципальное образование |
| -- | ---------------- | ----------------------- | --------- | ------------------------- |
| 1  | Александровский  | посёлок                 | ↘489      | Михайловский сельсовет    |
| 2  | Анисимовка       | село                    | ↘163      | Октябрьский сельсовет     |
| 3  | Астродым         | посёлок                 | ↘350      | Троицкий сельсовет        |
| 4  | Белое            | село                    | ↘713      | Беленский сельсовет       |
| 5  | Благодатное      | село                    | ↘777      | Благодатский сельсовет    |
| 6  | Богословка       | село                    | ↘227      | Студёновский сельсовет    |
| 7  | Грамотино        | посёлок                 | ↗133      | Калиновский сельсовет     |
| 8  | Демидовка        | село                    | ↘25       | Студёновский сельсовет    |
| 9  | Ирбизино         | село                    | ↘647      | Ирбизинский сельсовет     |
| 10 | Кавкуй           | аул                     | ↘87       | Михайловский сельсовет    |
| 11 | Калачи           | село                    | ↗300      | Октябрьский сельсовет     |
| 12 | Калиновка        | село                    | ↘701      | Калиновский сельсовет     |
| 13 | Карасарт         | аул                     | ↘249      | Михайловский сельсовет    |
| 14 | Карасук          | город                   | ↘24 890   | город Карасук             |
| 15 | Карачилик        | железнодорожный разъезд | ↘22       | Михайловский сельсовет    |
| 16 | Красносельский   | посёлок                 | ↗209      | Михайловский сельсовет    |
| 17 | Крыловка         | посёлок                 | ↘251      | Ирбизинский сельсовет     |
| 18 | Кукарка          | деревня                 | ↘423      | Ирбизинский сельсовет     |
| 19 | Кусган           | железнодорожный разъезд | ↘10       | Знаменский сельсовет      |
| 20 | Кучугур          | посёлок                 | ↘255      | Чернокурьинский сельсовет |
| 21 | Луганск          | село                    | ↗101      | Студёновский сельсовет    |
| 22 | Михайловка       | село                    | ↘573      | Михайловский сельсовет    |
| 23 | Морозовка        | село                    | ↘693      | Чернокурьинский сельсовет |
| 24 | Нестеровка       | деревня                 | ↗183      | Калиновский сельсовет     |
| 25 | Нижнебаяновский  | аул                     | ↘165      | Чернокурьинский сельсовет |
| 26 | Новая Курья      | деревня                 | ↘162      | Чернокурьинский сельсовет |
| 27 | Новоивановка     | деревня                 | ↘259      | Октябрьский сельсовет     |
| 28 | Новокарасук      | село                    | ↗34       | Студёновский сельсовет    |
| 29 | Озерное Приволье | железнодорожный разъезд | ↘19       | Благодатский сельсовет    |
| 30 | Озерное-Титово   | посёлок                 | ↗348      | Троицкий сельсовет        |
| 31 | Озерянка         | посёлок                 | ↘13       | Калиновский сельсовет     |
| 32 | Октябрьское      | село                    | ↗1167     | Октябрьский сельсовет     |
| 33 | Осиновка         | посёлок                 | ↘141      | Знаменский сельсовет      |
| 34 | Осолодино        | железнодорожная станция | ↘105      | Благодатский сельсовет    |
| 35 | Павловка         | деревня                 | ↗322      | Октябрьский сельсовет     |
| 36 | Покровка         | посёлок                 | ↘38       | Ирбизинский сельсовет     |
| 37 | Поповка          | посёлок                 | ↘803      | Знаменский сельсовет      |
| 38 | Пучинное         | посёлок                 | ↘26       | Знаменский сельсовет      |
| 39 | Рассказово       | село                    | ↗302      | Троицкий сельсовет        |
| 40 | Рождественский   | посёлок                 | ↘445      | Ирбизинский сельсовет     |
| 41 | Свободный Труд   | посёлок                 | ↘109      | Калиновский сельсовет     |
| 42 | Сорочиха         | село                    | ↗542      | Троицкий сельсовет        |
| 43 | Стеклянный       | аул                     | ↗11       | Благодатский сельсовет    |
| 44 | Студёное         | село                    | ↘986      | Студёновский сельсовет    |
| 45 | Токаревка        | деревня                 | ↗167      | Хорошинский сельсовет     |
| 46 | Токпан           | аул                     | ↘56       | Октябрьский сельсовет     |
| 47 | Троицкое         | село                    | ↘600      | Троицкий сельсовет        |
| 48 | Хорошее          | село                    | ↗1208     | Хорошинский сельсовет     |
| 49 | Чебачий          | железнодорожная станция | ↘24       | Благодатский сельсовет    |
| 50 | Чебачье          | посёлок                 | ↗2        | Благодатский сельсовет    |
| 51 | Чернозерка       | посёлок                 | ↗204      | Благодатский сельсовет    |
| 52 | Чернокурья       | село                    | ↘643      | Чернокурьинский сельсовет |
| 53 | Шейнфельд        | село                    | ↘61       | Студёновский сельсовет    |
| 54 | Шилово-Курья     | село                    | ↗755      | Благодатский сельсовет    |
| 55 | Ягодный          | посёлок                 | ↘263      | Благодатский сельсовет    |
| 56 | Ярок             | посёлок                 | ↘32       | город Карасук             |
| 57 | 206 км           | железнодорожная станция | ↘12       | Благодатский сельсовет    |
| 58 | 391 км           | железнодорожная станция | ↘29       | Благодатский сельсовет    |

| №  | Населённый пункт                             | Тип              | Год упразднения |
| -- | -------------------------------------------- | ---------------- | --------------- |
| 1  | Акпановка                                    | аул              | 1971            |
| 2  | Александровка                                | посёлок          | 1977            |
| 3  | Алыбай                                       | аул              | 1983            |
| 4  | Байтасово                                    | аул              | 1977            |
| 5  | Баской                                       | посёлок          | 1983            |
| 6  | Берёзовка                                    | деревня          | 2002            |
| 7  | Васильевка                                   | посёлок          | 1968            |
| 8  | Глубокое                                     | посёлок          | 1972            |
| 9  | Дегтяревский                                 | аул              | 1971            |
| 10 | Знаменка                                     | посёлок          | 1977            |
| 11 | Крещенский                                   | посёлок          | 1963            |
| 12 | Любимовка                                    | посёлок          | ?               |
| 13 | Надыркап                                     | аул              | 1971            |
| 14 | Николаевка                                   | село             | 1977            |
| 15 | Новоандреевка                                | посёлок          | 1981            |
| 16 | Новотроицкий                                 | посёлок          | 1968            |
| 17 | Новый Буг                                    | село             | 1977            |
| 18 | Озёрное                                      | посёлок          | 1981            |
| 19 | Октябрь                                      | посёлок          | 1982            |
| 20 | Ольговка                                     | посёлок          | 1971            |
| 21 | Железнодорожная остановочная площадка 403 км | населённый пункт | 2001            |
| 22 | Павловский                                   | посёлок          | 1971            |
| 23 | Первомайский                                 | посёлок          | 2011            |
| 24 | Писаревка                                    | посёлок          | 1977            |
| 25 | Покровка                                     | посёлок          | 1971            |
| 26 | Починное                                     | село             | ?               |
| 27 | Рождественка                                 | посёлок          | ?               |
| 28 | Саламат                                      | аул              | 1972            |
| 29 | Туртул                                       | аул              | 1977            |
| 30 | Угловский                                    | посёлок          | 1971            |
| 31 | Украинка                                     | посёлок          | 1977            |
| 32 | Чегола                                       | посёлок          | 1972            |
| 33 | Чуман                                        | село             | 1984            |
| 34 | Ясная Поляна                                 | деревня          | 1963            |

## Экономика
Основу экономического потенциала района составляют 11 промышленных и 17 сельхозпредприятий. Наиболее крупными промышленными предприятиями являются: ЗАО «Карасукский мясокомбинат», ДЗАО «Карасукское молоко», ООО «СВС-АГРО», ООО «КАРС», ОАО «Карасукское РСП», МУП «Коммунальщик». Сельскохозяйственным производством занимаются 17 акционерных обществ, 59 фермерских хозяйств.

## Транспорт
По территории района проходят железнодорожные линии «Татарск—Кулунда» и «Камень-на-Оби—Кокшетау» Западно-Сибирской железной дороги. Протяжённость автомобильных дорог — 447,5 км, из них с твёрдым покрытием — 338,6 км.
Автомобильная трасса «Новосибирск-Павлодар».

## Выдающиеся жители

### Герои Советского Союза
- Волков, Андрей Алексеевич;
- Климовский Николай Афанасьевич;
- Ландик Иван Иванович;
- Молозев Виктор Фёдорович;
- Молочков Григорий Аксентьевич.
- Орлов Яков Никифорович;
- Сметанин Григорий Андреевич;
- Сорокин Захар Артемович;
- Сударев Аркадий Викторович;
- Тимонов Василий Николаевич.

### Герой Российской Федерации
- Русских Леонид Валентинович.

### Герои Социалистического Труда
- Горбунов Геннадий Маркелович
- Сироткина Мария Борисовна